# Альпе-делла-Луна
Альпе-делла-Луна (итал.  Alpe della Luna) — горный хребет Тоскано-Эмилианских Апеннин в итальянских областях Тоскана, Умбрия, Марке.

## Описание
Участок водораздельной цепи Тоскано-Эмилианских Апеннин, между горой Фумайоло (1408 м) на севере и горой Монте-дей-Фрати (1454 м) на юге, которая является самой высокой вершиной. Его пересекает перевал Виамаджо (988 м).